# Liste der Kulturdenkmäler in Lettweiler
In der Liste der Kulturdenkmäler in Lettweiler sind alle Kulturdenkmäler der rheinland-pfälzischen Ortsgemeinde Lettweiler einschließlich des Ortsteils Neudorferhof aufgeführt. Grundlage ist die Denkmalliste des Landes Rheinland-Pfalz (Stand: 2. August 2023).

## Denkmalzonen
| Bezeichnung              | Lage                     | Baujahr | Beschreibung | Bild            |
| ------------------------ | ------------------------ | ------- | --- | --------------- |
| Denkmalzone Neudorferhof | Neudorferhof 97–102 Lage | 1789    | Mennonitensiedlung seit 1789, Kirche von 1885, Hofanlagen des 19. Jahrhunderts, großer Löschwasserteich; ummauerter mennonitischer Friedhof | Fotos hochladen |

## Einzeldenkmäler
| Bezeichnung              | Lage                                 | Baujahr                                      | Beschreibung                                                                                           | Bild            |
| ------------------------ | ------------------------------------ | -------------------------------------------- | --- | --------------- |
| Turnhalle                | Lettweiler, Hauptstraße 1a Lage      | 1925                                         | Walmdachbau, bezeichnet 1925                                                                           | BW              |
| Wohnhaus                 | Lettweiler, Hauptstraße 63 Lage      | erste Hälfte oder Mitte des 19. Jahrhunderts | barockes Fachwerkhaus, verputzt, erste Hälfte oder Mitte des 19. Jahrhunderts                          | BW              |
| Wohnhaus                 | Lettweiler, Hauptstraße 65 Lage      | erste Hälfte des 18. Jahrhunderts            | barockes Fachwerkhaus, wohl aus der ersten Hälfte des 18. Jahrhunderts                                 | BW              |
| Hofanlage                | Lettweiler, Hauptstraße 66 Lage      | 17. oder 18. Jahrhundert                     | Hofanlage; im Kern barockes Fachwerkwohnhaus, verputzt, vermutlich aus dem 17. oder 18. Jahrhundert    | BW              |
| Hofanlage                | Lettweiler, Hintergasse 41 Lage      | 1808                                         | Streckhof; Kleinhaus, teilweise Fachwerk, bezeichnet 1808                                              | BW              |
| Gemeindehaus             | Lettweiler, Hintergasse 43 Lage      | Mitte des 19. Jahrhunderts                   | ehemalige Schule; Walmdachbau, Mitte des 19. Jahrhunderts                                              | BW              |
| Pfarrhof                 | Lettweiler, Rehborner Straße 50 Lage | 18. Jahrhundert                              | ehemaliger protestantischer Pfarrhof; barocke Krüppelwalmdachbauten, 18. Jahrhundert                   | BW              |
| Evangelische Pfarrkirche | Lettweiler, Rehborner Straße 51 Lage | 1763                                         | spätbarocker Saalbau, Architekt Philipp Heinrich Hellermann, 1763                                      | BW              |
| Wohnhaus                 | Lettweiler, Schäferhügel 28 Lage     | erste Hälfte des 18. Jahrhunderts            | barockes Fachwerkhaus, teilweise massiv, erste Hälfte des 18. Jahrhunderts                             | BW              |
| Hofanlage                | Neudorferhof 97 Lage                 | 1877                                         | Dreiseithof; eineinhalbgeschossiges spätklassizistisches Wohnhaus, bezeichnet 1877, Wirtschaftsgebäude | Fotos hochladen |
| Mennonitische Kirche     | Neudorferhof 100 Lage                | 1885                                         | klassizistischer Walmdachbau, bezeichnet 1885                                                          | Fotos hochladen |
| Hofanlage                | Neudorferhof 101 Lage                | 1831                                         | Hofanlage; eingeschossiges Wohnhaus, bezeichnet 1831, Wirtschaftsgebäude                               | BW              |